# Willard (Washington)
Willard az Amerikai Egyesült Államok északnyugati részén, Washington állam Skamania megyéjében elhelyezkedő önkormányzat nélküli település.